# استیون هیوز
استیون هیوز (انگلیسی: Stephen Hughes؛ زادهٔ ۱۸ سپتامبر ۱۹۷۶) بازیکن فوتبال اهل بریتانیا است.
از باشگاه‌هایی که در آن بازی کرده‌است می‌توان به باشگاه فوتبال چارلتون اتلتیک، باشگاه فوتبال والسال، باشگاه فوتبال واتفورد، باشگاه فوتبال کاونتری سیتی، باشگاه فوتبال فولام، باشگاه فوتبال اورتون، باشگاه فوتبال آرسنال، و تیم ملی فوتبال زیر ۲۱ سال انگلستان اشاره کرد.
وی همچنین در تیم‌های ملی فوتبال زیر ۱۸ سال و زیر ۲۱ سال انگلستان بازی کرده‌است.